# Shankar Tucker
Shankar Tucker es un clarinetista y compositor de música americano. Se volvió famoso por la popularidad de la serie de música en internet llamada "The ShrutiBox". "The ShrutiBox" muestra sus composiciones y fue lanzada por internet a través de plataformas como YouTube y Soundcloud. Ahora debuta como músico compositor para una película india, bilingüe,  'Orey Nyabagam' (Tamil) / 'Nee Vaipe' (Telugu), escrita y dirigida por Vignarajan, un asociado del reconocido director de cine Tamil Radhamohan, inspirado por Kaushik Ramesh de Gopalapuram DAV (amigo de Vandana Srinivasan).

## Juventud y educación
Shankar creció en Massachusetts. Fue bautizado como Shankar según lo sugerido por el gurú espiritual Mata Amritanandamayi, el cual la familia admira y sigue. Siendo estudiante de secundaria, Shankar fue atraído hacia la música clásica de la India y se empezó a interesar al escuchar "Remember Shakti" de John McLaughlin y comenzó a tocar por su parte. Shankar se graduó del Conservatorio de Nueva Inglaterra en Boston, en donde estudió ejecución orquestral de clarinete. Empezó a tomar clases de música clásica india con Peter Row, sitarista. Eventualmente, obtuvo un fondo por parte de "The Frank Huntington Beebe Fund" para estudiar flauta con el maestro Hariprasad Chaurasia en Bombay en el 2010. Aparte del clarinete, Shankar toca la tabla, el kanjira, piano, bajo y guitarra.

## ShrutiBox
Shankar empezó a crear el canal de Youtube "ShrutiBox" en la primavera del 2011. Las canciones de ShrutiBox son una fusión de música clásica india y jazz. La mayoría de las canciones son basadas en canciones indias ya existentes, por ejemplo, una versión instrumental de "O Saya" de A. R. Rahman. Varios vocalistas e instrumentistas carnáticos e indostánicos jóvenes como Vidya and Vandana Iyer, Rohan Kymal, Nirali Kartik, Mahesh Vinayakram, Rohini Ravada, B. Sree Sundarkumar y Shriram Iyer, se han presentado en ShrutiBox. Shankar ha tocado la mayoría de los instrumentos de sus canciones.
1. O Re Piya/ Rolling in the Deep - ft. Rohan Kymal
2. Munbe Va - ft. Vidya and Vandana Iyer Sisters
3. Night Monsoon (Instrumental)
4. Guru Brahma - ft. Mahesh Vinayakram, Shree Sundarkumar
5. Ja Ja Re - ft. Nirali Kartik
6. Nee Nenaindal - ft. Vidya Vandana IyerSisters
7. Moments And Centers (Instrumental)
8. Lemongrass (Instrumental)
9. O Saya (Instrumental)
10. Sonu (Instrumental)
11. Dhun in Raag Mishra Pilu (Instrumental)
12. Sapnon Se Bhare Naina - ft. Rohini Ravada
13. Manmohini Morey - ft. Aditya Rao
14. Ashai Mugam ft. Vidya and Vandana IyerSisters
15. Aaj Jaane Ki Zid Na Karo - ft. Rohini Ravada
16. "Thuli Thuliyaai" - Shankar Tucker ft. Vandana Srinivasan
17. "Nadia" - Shankar Tucker ft. Jaunita John
18. "Tu Na Jaane" Shankar Tucker ft. Mugdha Hasabnis, Akshaya Tucker
19. "Mere Saajan Sun Sun" Shankar Tucker ft. Shweta Subram lyricist Neelam Chandra
20. "Kinara" - Shankar Tucker ft. Mugdha Hasabnis, Amit Mishra
21. "Caught In The Rain" - Shankar Tucker ft. Rohan Kymal
22. "Rang Lo" - Vidya Vandana, Shankar Tucker
23. "Piya" - Shankar Tucker ft. Shriram Iyer
24. "Jaane Kaise" - Shankar Tucker ft. Shashwat Singh (A Cappella)
25. "Khalbali/Crazy"- Rohan Kymal, a Shankar Tucker arrangement
26. "Chal Chal Sakhi" - Shankar Tucker ft. Ankita Joshi
27. "Dil Hai Namazi" - Shankar Tucker ft. Vijay Prakash
28. "Galliyan" - Shankar Tucker ft. Aakash Gandhi

## Popularidad
El canal de Youtube de Shrutibox, ha tenido más de 15 millones de visitas durante dos años. Canciones del ShrutiBox también han aparecido en "Roots", un programa de MTV de la India en donde presenta a artistas con una fuerte influencia musical del sur de Asia. Shankar Tucker fue invitado a dar una conferencia en TEDx Gateway llevada a cabo en  Bombay y en TEDxCEG en Chennai. El 9 de junio de 2013, Shankar Tucker subió un nuevo video llamado 'Shankar's New Album and Video Series' a su canal de Youtube en donde explicaba su proyecto que consistía en un nuevo disco y series de video que requería contribuciones del público. Había una liga disponible en el video de su canal de Youtube que la enlazaba a la página "Kickstarter ", en donde la gente podía donar para su proyecto. El objetivo era recaudar 20 mil dólares antes del 1 de agosto de 2013. Debido a su popularidad, su objetivo fue logrado en tan solo 6 días.